# Brackvattensgrodd
Brackvattensgrodd (Fritillaria borealis) är en ryggsträngsdjursart som beskrevs av Lohman 1896. Brackvattensgrodd ingår i släktet Fritillaria och familjen bägargroddar. Arten är reproducerande i Sverige. Inga underarter finns listade i Catalogue of Life.